# Сычи (Брестская область)
Сычи́ (бел. Сычы́) — деревня в Брестском районе Брестской области Белоруссии. Входит в состав Мотыкальского сельсовета. Население — 53 человека (2019).

## География
Деревня находится в 22 км к северо-западу от центра города Брест. В трёх километрах к югу протекает река Западный Буг, по которой здесь проходит граница с Польшей. По восточной окраине деревни протекает канализированная река Сорока со стоком в Мотыкальский канал, а оттуда в Буг. С запада к деревне примыкает деревня Вельямовичи. Через Сычи проходит местная дорога Большие Мотыкалы — Вельямовичи — Ставы. Ближайшая ж/д станция Щитники находится в пяти километрах от Сычей (линия Брест — Белосток).

## История

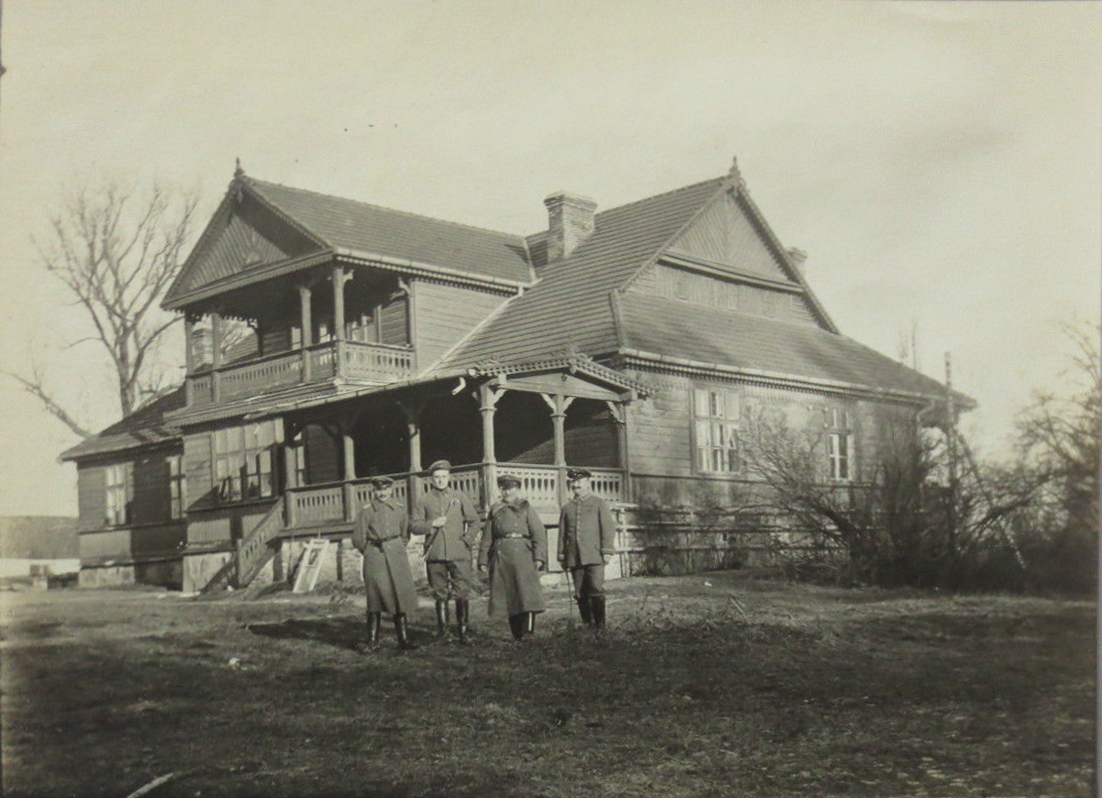
Усадебный дом, 1916 год

Известна с середины XVI века как государственное имение в Берестейском воеводстве Великого княжества Литовского. В 1565 году король Сигизмунд II подарил Сычи в пожизненное владение пану Станиславу Трояновскому.
После третьего раздела Речи Посполитой (1795) в составе Российской империи, с 1801 года — в Гродненской губернии. В начале XIX века поместье принадлежало Иосифу Высоцкому, который в 1822 году финансировал постройку каменной униатской церкви Св. Параскевы, позднее переданной православным. После Высоцкого Сычи принадлежали Малаховским, а в конце XIX века перешли в собственность Фёдора Толлочко, который на рубеже XIX и XX веков выстроил в Сычах деревянный усадебный дом и заложил парк.
В 1863 году открыто народное училище. В 1886 году село насчитывало 47 дворов, действовали церковно-приходская школа, мельница, корчма. В тот период село находилось в Лыщицкой волости Брестского уезда. По переписи 1897 года — 65 дворов, церковь, народное училище, хлебозапасный магазин.
В Первую мировую войну с 1915 года деревня оккупирована германскими войсками. Согласно Рижскому мирному договору (1921) Сычи вошли в состав межвоенной Польши, где принадлежали Брестскому повету Полесского воеводства. В 1921 году деревня насчитывала 54 двора. С 1939 года в составе БССР, в 1940 году — 100 дворов.
Во время Великой Отечественной войны фашистами были убиты 5 жителей деревни, а 22 погибли на фронте. С 1954 года — в Мотыкальском сельсовете.
В 1992 году усадебный дом бывшей усадьбы Толлочко сгорел и был полностью снесён.

## Достопримечательности
- Церковь Святой Параскевы (1822). Включена в Государственный список историко-культурных ценностей Республики Беларусь[5] —  Историко-культурная ценность Республики Беларусь, шифр 113Г000115
- Фрагменты парка и фундаменты строений бывшей усадьбы Толлочко[6].
- Братская могила советских воинов. В 1951 году установлен обелиск.

## Галерея

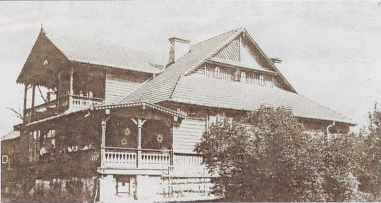
Усадебный дом, начало XX века
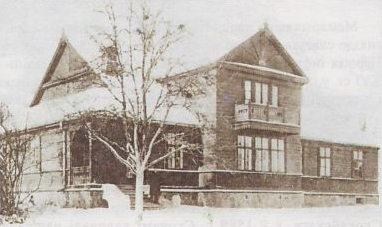
Усадебный дом, начало XX века
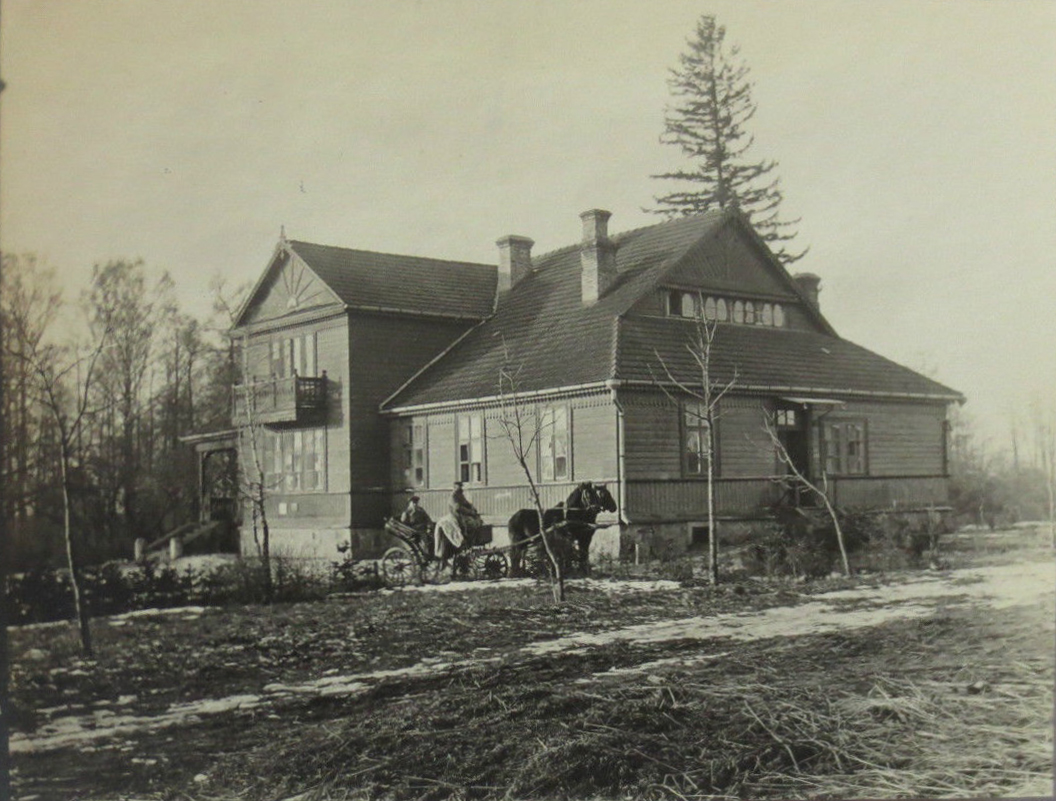
Усадебный дом. 1916 год
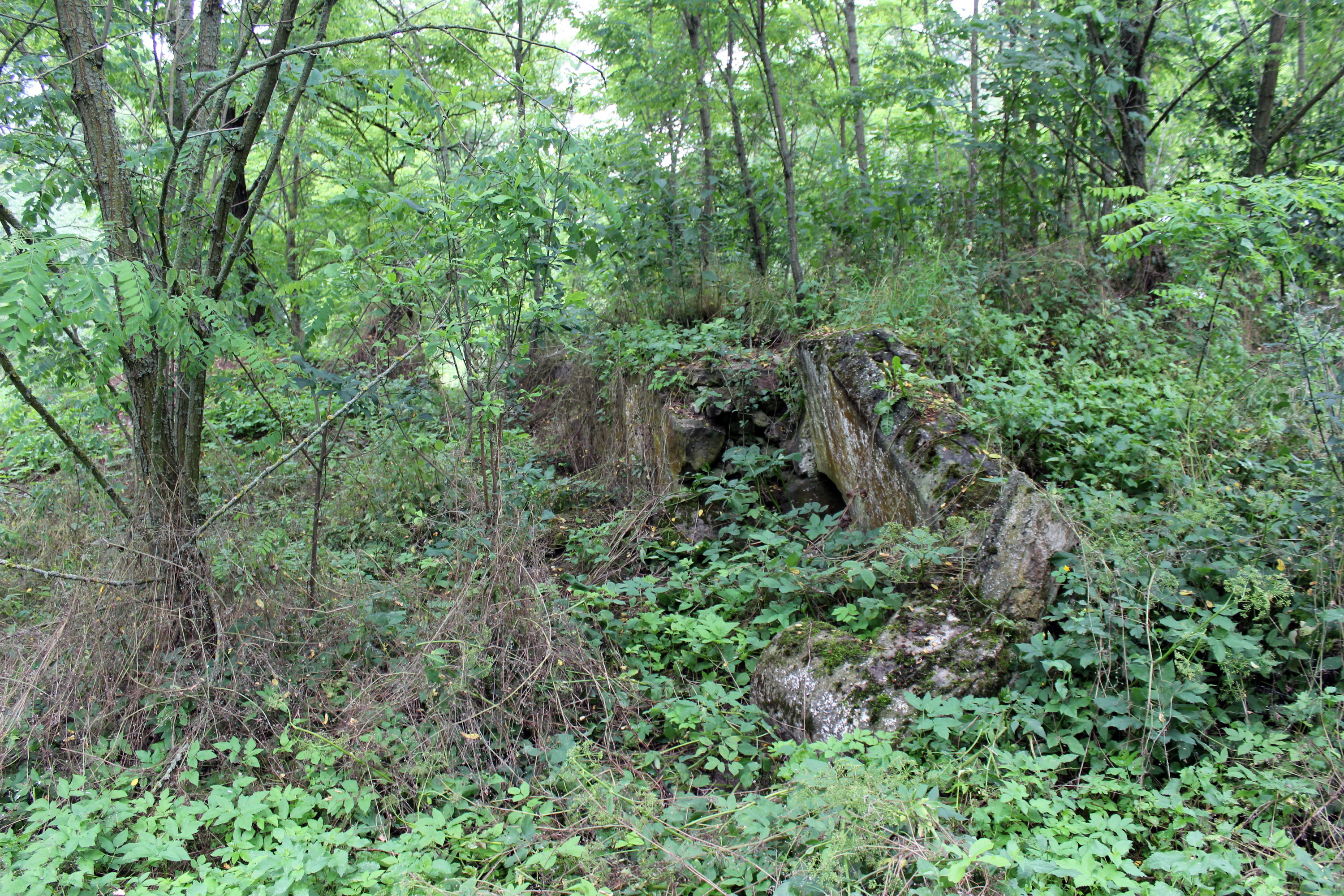
Фрагменты усадьбы Толлочко
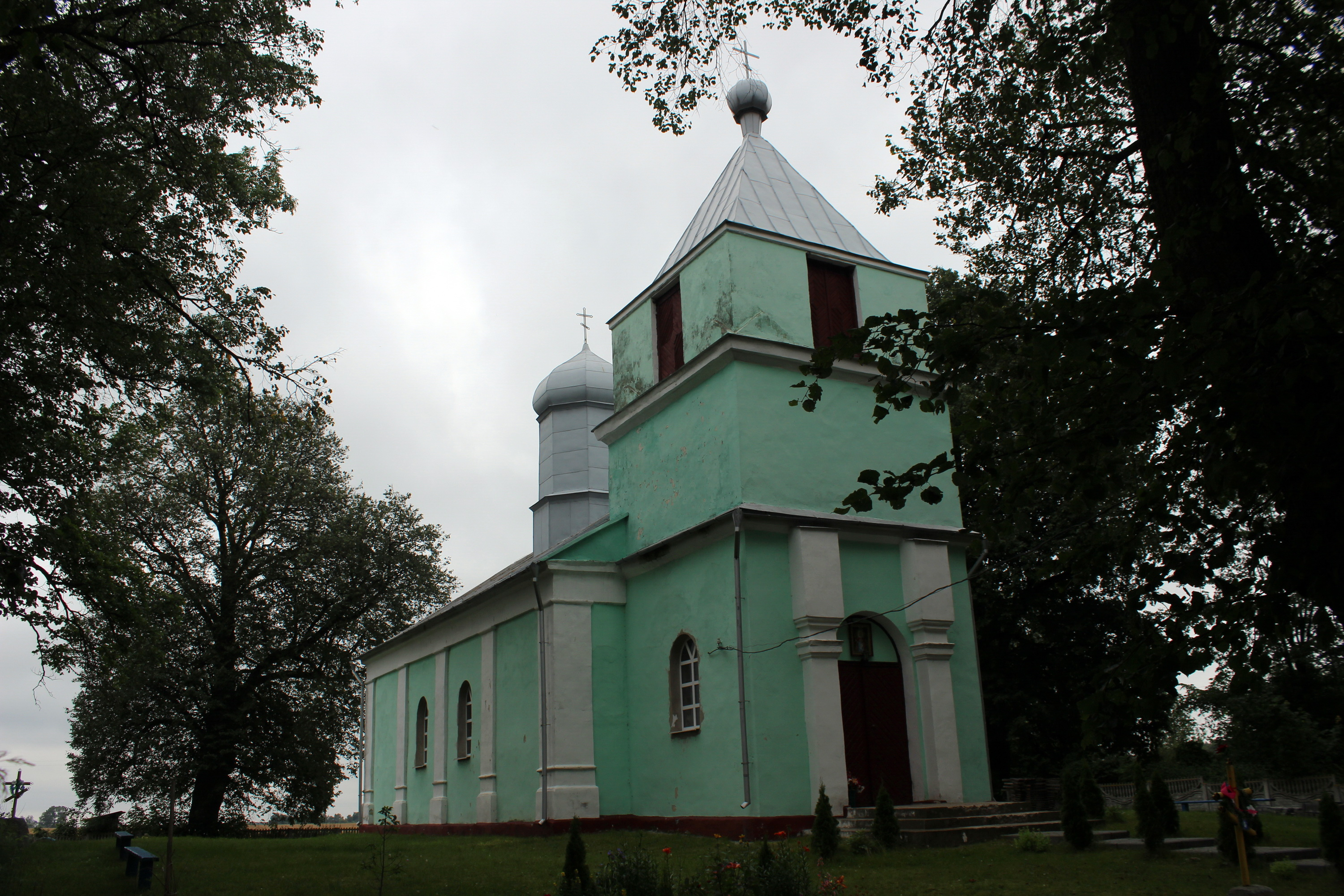
Церковь Святой Параскевы Пятницы
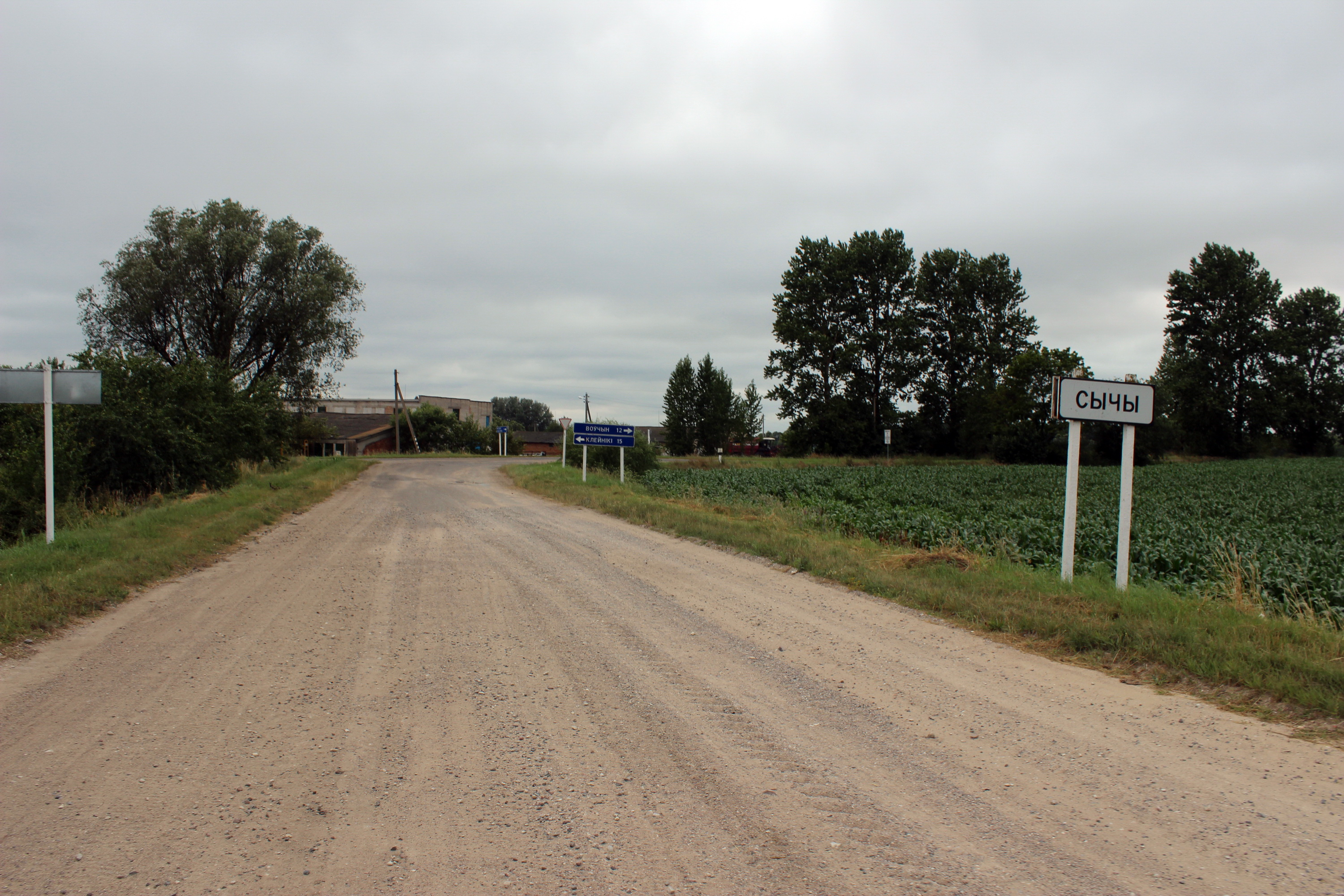
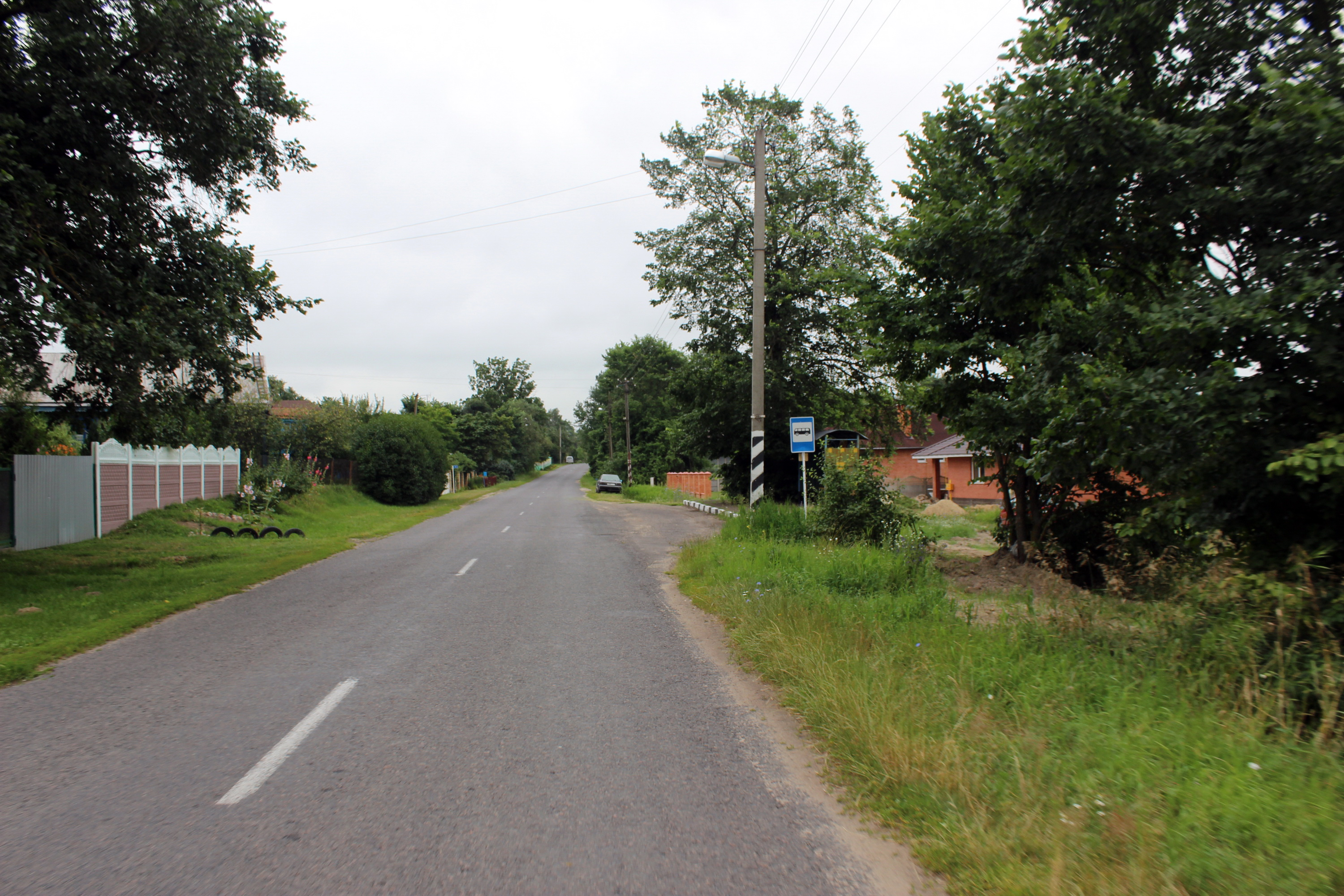